# Радюк-Кючук Олена Олександрівна
Олена Олександрівна Радюк-Кючук (нар. 7 лютого 1999) — українська легкоатлетка, яка спеціалізується в бігу на короткі дистанції, чемпіонка Європи серед юніорів в естафеті 4×400 метрів (2017, виступала у забігу). Чемпіонка України у спринтерських та естафетних дисциплінах.
На національних змаганнях представляє Донецьку область.
Тренується під керівництвом Тетяни Серорез.

## Основні міжнародні виступи
| Рік  | Змагання                       | Місто    | Місце | Дисципліна | Примітки |
| ---- | ------------------------------ | -------- | ----- | ---------- | -------- |
| 2017 | Чемпіонат Європи серед юніорів | Гроссето | 1     | 4×400 м    | [ 1 ]    |
| 2018 | Чемпіонат світу серед юніорів  | Тампере  | 2заб5 | 4×400 м    |          |